# Stamboom Christiane van Erbach
Dit is de stamboom van gravin Christiane van Erbach (1596–1646).
| Stamboom Christiane van Erbach (1596–1646) | Stamboom Christiane van Erbach (1596–1646)                                        | Stamboom Christiane van Erbach (1596–1646)                                        | Stamboom Christiane van Erbach (1596–1646) | Stamboom Christiane van Erbach (1596–1646)                                        | Stamboom Christiane van Erbach (1596–1646) | Stamboom Christiane van Erbach (1596–1646)                                                    | Stamboom Christiane van Erbach (1596–1646)                                               | Stamboom Christiane van Erbach (1596–1646) |
| ------------------------------------------ | --------------------------------------------------------------------------------- | --------------------------------------------------------------------------------- | --- | --------------------------------------------------------------------------------- | --- | --------------------------------------------------------------------------------------------- | ---------------------------------------------------------------------------------------- | --- |
| Betovergrootouders                         | George I van Erbach (1440–1481) ⚭ 1472 Cordula van Fraunberg (?–1501)             | Michael II van Wertheim (?–1531) ⚭ Barbara van Eberstein (?–1529)                 | Johan VI van Salm-Dhaun (1461–1499) ⚭ 1480 Johanna van Meurs-Saarwerden (1464–1510)                                                                           | Ferdinand van Neufchatel (1452–1522) ⚭ 1485 Claudia van Vergy (1465–1512)         | Burchard van Barby en Mühlingen (1454–1505) ⚭ 1482 Magdalena van Mecklenburg (?–1532) | Gebhard VII van Mansfeld-Hinterort (1478–1558) ⚭ 1510 Margaretha van Gleichen (ca. 1495–1567) | Ernst van Anhalt-Zerbst (?–1516) ⚭ 1494 Margaretha van Münsterberg (1473–1530)           | Joachim I Nestor van Brandenburg (1484–1535) ⚭ 1502 Elisabeth van Denemarken (1485–1555) |
| Overgrootouders                            | Everhard XI van Erbach (1475–1539) ⚭ 1503 Maria van Wertheim (1485–1553)          | Everhard XI van Erbach (1475–1539) ⚭ 1503 Maria van Wertheim (1485–1553)          | Filips van Salm-Dhaun (1492–1521) ⚭ 1514 Antoinette van Neufchatel (1496–1544)                                                                                | Filips van Salm-Dhaun (1492–1521) ⚭ 1514 Antoinette van Neufchatel (1496–1544)    | Wolfgang van Barby en Mühlingen (1502–1564) ⚭ 1526 Agnes van Mansfeld-Hinterort (1511–1558) | Wolfgang van Barby en Mühlingen (1502–1564) ⚭ 1526 Agnes van Mansfeld-Hinterort (1511–1558)   | Johan II van Anhalt-Zerbst (1504–1551) ⚭ 1534 Margaretha van Brandenburg (1511–1577)     | Johan II van Anhalt-Zerbst (1504–1551) ⚭ 1534 Margaretha van Brandenburg (1511–1577) |
| Grootouders                                | Everhard XII van Erbach (1511–1564) ⚭ 1538 Margaretha van Salm-Dhaun (1521–1576)  | Everhard XII van Erbach (1511–1564) ⚭ 1538 Margaretha van Salm-Dhaun (1521–1576)  | Everhard XII van Erbach (1511–1564) ⚭ 1538 Margaretha van Salm-Dhaun (1521–1576)                                                                              | Everhard XII van Erbach (1511–1564) ⚭ 1538 Margaretha van Salm-Dhaun (1521–1576)  | Albrecht X van Barby en Mühlingen (1534–1588) ⚭ 1559 Maria van Anhalt-Zerbst (1538–1563) | Albrecht X van Barby en Mühlingen (1534–1588) ⚭ 1559 Maria van Anhalt-Zerbst (1538–1563)      | Albrecht X van Barby en Mühlingen (1534–1588) ⚭ 1559 Maria van Anhalt-Zerbst (1538–1563) | Albrecht X van Barby en Mühlingen (1534–1588) ⚭ 1559 Maria van Anhalt-Zerbst (1538–1563) |
| Ouders                                     | George III van Erbach (1548–1605) ⚭ 1592 Maria van Barby en Mühlingen (1563–1619) | George III van Erbach (1548–1605) ⚭ 1592 Maria van Barby en Mühlingen (1563–1619) | George III van Erbach (1548–1605) ⚭ 1592 Maria van Barby en Mühlingen (1563–1619)                                                                             | George III van Erbach (1548–1605) ⚭ 1592 Maria van Barby en Mühlingen (1563–1619) | George III van Erbach (1548–1605) ⚭ 1592 Maria van Barby en Mühlingen (1563–1619) | George III van Erbach (1548–1605) ⚭ 1592 Maria van Barby en Mühlingen (1563–1619)             | George III van Erbach (1548–1605) ⚭ 1592 Maria van Barby en Mühlingen (1563–1619)        | George III van Erbach (1548–1605) ⚭ 1592 Maria van Barby en Mühlingen (1563–1619) |
| Christiane van Erbach (1596–1646)          |                                                                                   |                                                                                   | |                                                                                   | |                                                                                               |                                                                                          | |
| Echtgenoot                                 | ⚭ 1619 Willem van Nassau-Siegen (1592–1642)                                       | ⚭ 1619 Willem van Nassau-Siegen (1592–1642)                                       | ⚭ 1619 Willem van Nassau-Siegen (1592–1642) | ⚭ 1619 Willem van Nassau-Siegen (1592–1642)                                       | ⚭ 1619 Willem van Nassau-Siegen (1592–1642) | ⚭ 1619 Willem van Nassau-Siegen (1592–1642)                                                   | ⚭ 1619 Willem van Nassau-Siegen (1592–1642)                                              | ⚭ 1619 Willem van Nassau-Siegen (1592–1642) |
| Kinderen                                   | Johan Willem van Nassau-Siegen (1619–1623)                                        | Maurits Frederik van Nassau-Siegen (1621–1638)                                    | Maria Magdalena van Nassau-Siegen (1622–1647) ⚭ 1639 Filips Theodoor van Waldeck-Eisenberg (1614–1645)                                                        | Ernestina Juliana van Nassau-Siegen (1624–1634)                                   | Elisabeth Charlotte van Nassau-Siegen (1626–1694) ⚭ 1643 George Frederik van Waldeck-Eisenberg (1620–1692) | Hollandina van Nassau-Siegen (1628–1629)                                                      | Hollandina van Nassau-Siegen (1628–1629)                                                 | Wilhelmina Christina van Nassau-Siegen (1629–1700) ⚭ 1660 Josias II van Waldeck-Wildungen (1636–1669) |
| Kleinkinderen                              | –                                                                                 | –                                                                                 | 1. Amalia Catharina van Waldeck-Eisenberg (1640–1699) 2. Hendrik Wolraad van Waldeck-Eisenberg (1642–1664) 3. Floris Willem van Waldeck-Eisenberg (1643–1643) | –                                                                                 | 1. Wolraad Christiaan van Waldeck-Eisenberg (1646–1651) 2. Frederik Willem van Waldeck-Eisenberg (1649–1651) 3. Karel Willem van Waldeck-Eisenberg (1650–1653) 4. Louise Anna van Waldeck-Eisenberg (1653–1671) 5. Charlotte Amalia van Waldeck-Eisenberg (1654–1657) 6. Frederik Willem van Waldeck-Eisenberg (1657–1670) 7. Karel Gustaaf van Waldeck-Eisenberg (1659–1678) 8. Sophia Henriëtte van Waldeck-Eisenberg (1662–1702) 9. Albertine Elisabeth van Waldeck-Eisenberg (1664–1727) | –                                                                                             | –                                                                                        | 1. Eleonora Louise van Waldeck-Wildungen (1661–1661) 2. Willem Filips van Waldeck-Wildungen (1662–1662) 3. Charlotte Dorothea van Waldeck-Wildungen (1663–1664) 4. Charlotte Johanna van Waldeck-Wildungen (1664–1699) 5. Sophia Wilhelmina van Waldeck-Wildungen (1666–1668) 6. Maximiliaan Frederik van Waldeck-Wildungen (1668–1668) 7. Willem Gustaaf van Waldeck-Wildungen (1668–1669) |